# Yapoma
Yapoma là một chi bướm đêm thuộc họ Geometridae.